# Brachystegia eurycoma
Brachystegia eurycoma är en ärtväxtart som beskrevs av Hermann August Theodor Harms. Brachystegia eurycoma ingår i släktet Brachystegia och familjen ärtväxter. Inga underarter finns listade i Catalogue of Life.